# Tulia Ackson

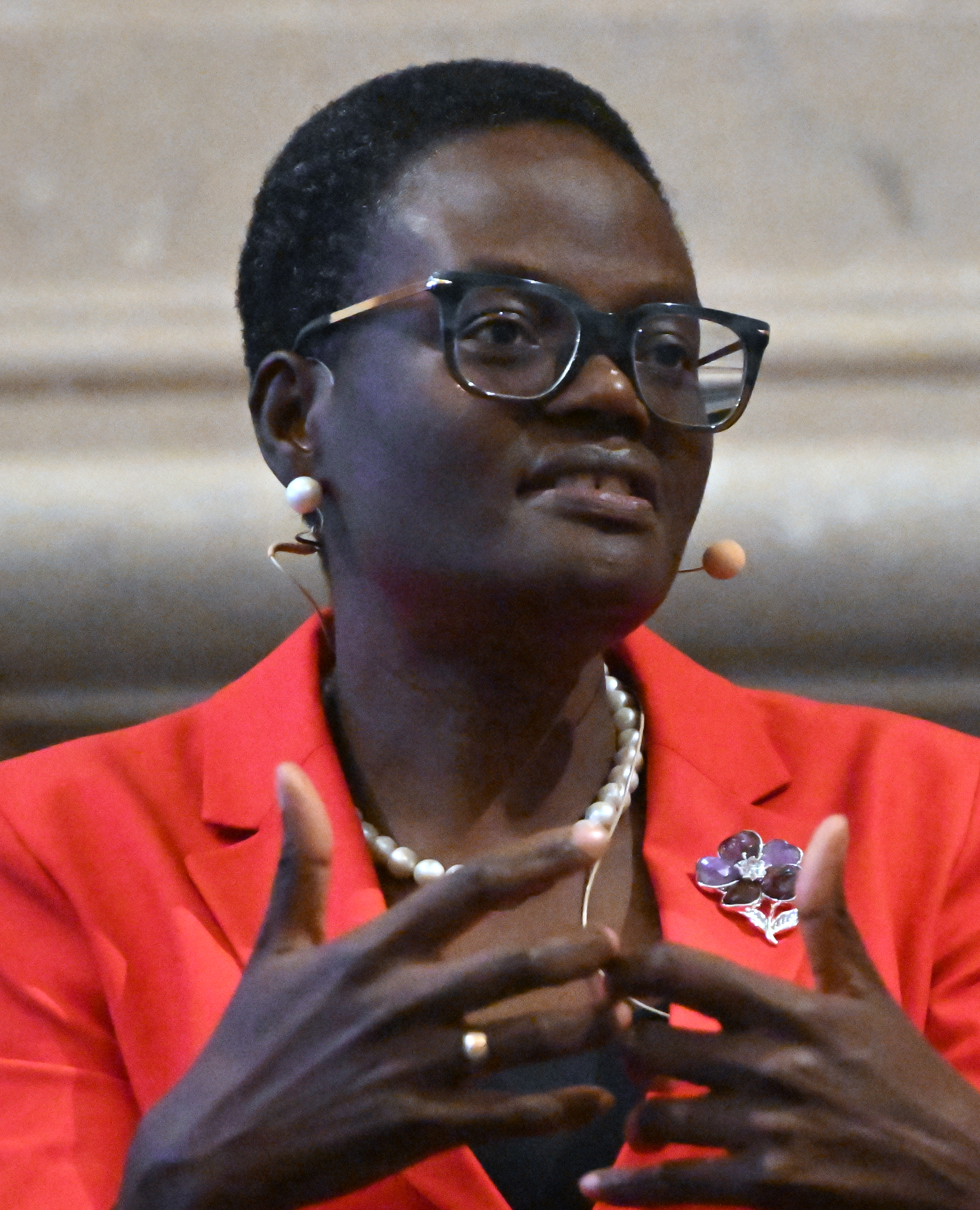
Tulia Ackson (2024)

Tulia Ackson (* 23. November 1976 in der Region Mbeya) ist eine tansanische Juristin und Politikerin. Sie ist seit 2015 Parlamentsabgeordnete für die Partei Chama Cha Mapinduzi (CCM). Seit 1. Februar 2022 ist sie zudem Parlamentssprecherin und seit 2023 als erste Frau aus Afrika Präsidentin der Interparlamentarischen Union (IPU).

## Ausbildung
Ackson wurde 1976 in der Region Mbeya geboren. Von 1984 bis 1990 besuchte sie die Mabonde Primary School, von 1991 bis 1994 die Loleza Girls Secondary School und von 1995 bis 1997 die Zanaki Girls Secondary School. Danach studierte sie Recht an der University of Dar es Salaam. 2001 erhielt sie ihren Bachelor of Laws und 2003 ihren Master of Laws. Von 2005 bis 2007 promovierte sie an der Universität Kapstadt in Philosophie. Ackson spricht fließend Englisch und Suaheli.

## Karriere
Von 2004 bis November 2007 unterrichtete sie als Assistenzdozentin und anschließend bis Juni 2011 als Dozentin an der juristischen Fakultät der University of Dar es Salaam. Im Februar 2014 wurde sie von Präsident Jakaya Kikwete in die verfassunggebende Versammlung Tansanias (englisch Constituent Assembly of Tanzania) als Repräsentantin höhere Bildungseinrichtungenen ernannt. Im September 2015 wurde Ackson von Präsident Kikwete zudem zur stellvertretende Generalstaatsanwältin ernannt und übte das Amt bis November 2015 aus.
Nach der Parlamentswahl 2015 ernannte Präsident John Magufuli Ackson als eine von zehn Abgeordneten in die Nationalversammlung (Swahili Bunge). Dort wurde sie zur stellvertretenden Parlamentssprecherin (Deputy Speaker) der Nationalversammlung und Vorsitzende des Geschäftsordnungsausschusses (englisch Standing Orders Committee) gewählt. Bei der Parlamentswahl im Oktober 2020 trat sie im Wahlkreis Mbeya Urban in der Region Mbeya erfolgreich gegen Joseph Mbilinyi von der Chama cha Demokrasia na Maendeleo an, der dort bei der Wahl 2015 vorne lag. Sie wurde als stellvertretende Parlamentssprecherin und Vorsitzende des Geschäftsordnungsausschusses wiedergewählt. Am 1. Februar 2022 löste sie den am 6. Januar zurückgetretenen Job Ndugai als Parlamentssprecher (Speaker) ab. Bei ihrer Wahl gewann sie 100 % der Stimmen. Sie war nach Anne Makinda die zweite Frau im Amt.
Am 27. Oktober 2023 wurde Ackson für die Amtszeit bis 2026 als Nachfolger des portugiesischen Politikers Duarte Pacheco mit einem Stimmanteil von 57 Prozent zur Präsidentin der Interparlamentarischen Union (IPU) gewählt. Sie war die erste Frau aus Afrika im Amt und nach der Inderin Najma Heptulla (1999–2002) und der Mexikanerin Gabriela Cuevas (2017–2020) die dritte Frau insgesamt. Für Kritik sorgte ein Treffen Acksons mit dem russischen Präsidenten Wladimir Putin am 11. Juli 2024.

## Mitgliedschaften
Ackson war oder ist Mitglied folgender Organisationen:
- Tanganyika Law Society (TLS), Anwaltskammer für das tansanische Festland[8]
- East Africa Law Society (EALS), regionale Anwaltskammer in Ostafrika[1]
- Southern African Development Law Society[1]
- Investment Board of the Commonwealth Parliamentary Association (CPA) African Region (als Vorsitzende)[10]
- seit Februar 2022: Conference of Speakers and Presiding Officers of the Commonwealth (CSPOC)[8]

## Beratertätigkeiten
Ackson ist Expertin für Sozialversicherungs-, Arbeits- und Wildtiermanagementrecht sowie für Erbrecht und Nachlassverwaltungsrecht, Trusts, Projektfinanzierung und Bergrecht. Im Laufe ihrer Karriere war sie für folgende Organisationen als Beraterin tätig:
- 2004–2008: Zoologische Gesellschaft Frankfurt
- 2009–2013: ILO
- 2009–2015: ATE, WWF & AAC
- 2010–2011: Trade Union Congress of Tanzania (TUCTA)